# Annette Vilhelmsen
Annette Vilhelmsen, född 24 oktober 1959, var partiledare i Socialistisk Folkeparti (SF), det vänstersocialistiska partiet i Danmark, ett danskt parti som motsvarar vänsterpartiet och miljöpartiet, från år 2012 till år 2014. Hon var näringsminister från år 2012 till år 2013 och socialminister från år 2013 till år 2014.